# Barbodes elongatus
Barbodes elongatus és una espècie de peix cipriniforme de la família dels ciprínids que es troba a Taiwan.